# (21351) Bhagwat
(21351) Bhagwat (1997 EC36) – planetoida z grupy pasa głównego asteroid okrążająca Słońce w ciągu 4,15 lat w średniej odległości 2,58 j.a. Odkryta 4 marca 1997 roku.